# داني الحاج
داني الحاج (مواليد 3 سبتمبر 1994 في فروتسواف بولندا) هو حارس مرمى بولندي لبناني وهو حاليًا لاعب في نادي الإخاء الأهلي عاليه في الدوري اللبناني الممتاز.

## مسيرته

### مهنة الشباب
في سن 17 انضم داني إلى نادي العهد ومثل النادي في فئات الشباب المختلفة في الدوري المحلي، وخلال ذلك فاز داني بأربعة ألقاب في بطولة الشباب، بما في ذلك لقب بطولة الشباب بكرة القدم،  و3 ألقاب متتالية في بطولة الآمال بكرة القدم.

### أندية الاحتراف
في عام 2015 انضم داني إلى الأهلي عاليه في دوري الدرجة الثانية اللبناني على سبيل الإعارة لمدة عام،  مما ساعد الفريق على إنهاء المركز الثاني والدخول في الدوري اللبناني الممتاز إلى جانب منافسيه التضامن صور.
خلال هذا الموسم، شارك الحاج في كأس الاتحاد اللبناني مع الأخوة الأهلي عاليه، لكن تم القضاء عليه في دور الـ 16 ضد طرابلس.
في موسم 2016-2017، انتقل داني من نادي العهد إلى نادي الإخاء الأهلي عاليه وهو يلعب حاليًا في الدوري اللبناني الممتاز.

### الفريق الوطني
تلقى داني الحاج أول دعوة له للمنتخب اللبناني لأقل من 21 عامًا في عام 2013، ومثل لبنان في الألعاب الفرانكوفونية 2013 في مدينة نيس الفرنسية.
في عام 2014 استدعي داني عدة مرات للمشاركة مع المنتخب اللبناني لأقل من 23 عامًا، الذي يدربه الإيطالي جوزيبي جيانيني،  بما في ذلك مباراة ودية ضد قطر تحت 23 عام،  ومنتخب قطر، ومنتخب السعودية،  وأدرج في تشكيلة الفريق لمباراة ودية ضد منتخب البرازيل تحت 23 سنة والتي انتهت بالتعادل 2-2.

## روابط خارجية
- داني الحاج على موقع Soccerway.com (الإنجليزية)